# Antipterna homopasta
Antipterna homopasta es una especie de mariposa de la familia Oecophoridae.
Fue descrita científicamente por Turner en 1932.